# Рубан Юрій Григорович
Ю́рій Григо́рович Ру́бан (нар. 25 жовтня 1958, Стукалівка, Полтавська область) — український державний діяч, журналіст. Директор Національного інституту стратегічних досліджень (2005–2010). Кандидат технічних наук. Заслужений журналіст України (2005). Член Ради національної безпеки і оборони України (2007).
Керівник Головного департаменту з питань гуманітарної політики Адміністрації Президента України (з 23 вересня 2014).

## Біографічні відомості
Народився 25 жовтня 1958 року в селі Стукалівка Гребінківського району на Полтавщині.
З 12.1992 по 12.1993 — перший заступник міністра охорони навколишнього середовища України.
З 12.1993 по 08.1995 — 1-й заступник міністра охорони навколишнього середовища України — головний державний інспектор України з охорони довкілля.
З 03.1996 по 04.1999 — 1-й заступник Голови Державного комітету України з стандартизації, метрології та сертифікації.
З 05.1999 по 02.2000 — 1-й заступник Голови Комітету України з стандартизації, метрології та сертифікації.
З 10.2000 по 09.2001 — 1-й заступник Міністра екології та природних ресурсів України.
З 04.2005 по 10.2005 — радник Президента України.
З 10.2005 — директор Національного інституту стратегічних досліджень. Член Організаційного комітету з підготовки та проведення Всеукраїнського форуму інтелігенції Член Національної конституційної ради.
З 10.2005 по 10.2006 — позаштатний радник Президента України.
З 04.2007 по 12.2007 — Член Ради національної безпеки і оборони України.

## Автор праць
- Зовнішня політика України: перші підсумки та перспективи 2008 року: матеріали круглого столу / В.о. Нац. ін-т стратег. досліджень; За заг. ред. Юрій Григорович Рубан; Відп. ред. О. В. Снігир.- К. : НІСД, 2008.- 98 с.
- Україна в 2009 році: конституційний процес і перспективи країни. Біла книга державної політики / В.о. Нац. ін-т стратег. досліджень; За заг. ред. Юрій Григорович Рубан.- К. : НІСД, 2009.- 209 с.[5]

## Нагороди та відзнаки
- Державний службовець 1-го ранґу (04.1994).
- Заслужений журналіст України (08.2005)[6].
- Орден «За заслуги» III ст. (01.2009)